# Biblia de Jefferson
La vida y la moral de Jesús de Nazaret, comúnmente conocida como la Biblia de Jefferson, es una de las dos obras religiosas construidas por Thomas Jefferson. El primero, La filosofía de Jesús de Nazaret, se completó en 1804, pero no existen copias en la actualidad. El segundo, "La vida y la moral de Jesús de Nazaret", se completó en 1820 cortando y pegando con una navaja y pegando numerosas secciones del Nuevo Testamento como extracciones de la doctrina de Jesús. La composición condensada de Jefferson excluye todos los Milagros de Jesús  y la mayoría de las menciones a lo sobrenatural, incluidas las secciones de los cuatro evangelios que contienen la  Resurrección y la mayoría de los otros milagros y pasajes que describen a Jesús como divino.

## Borrador temprano
En una carta de 1803 a Joseph Priestley, Jefferson declaró que concibió la idea de escribir su punto de vista del "Sistema cristiano" en una conversación con Benjamin Rush durante 1798-1799. Propone comenzar con una revisión de la moral de los filósofos antiguos, pasar al "deísmo y la ética de los judíos", y concluir con los "principios de un deísmo puro" enseñado por Jesús ", omitiendo la pregunta de su deidad ". Jefferson explica que no tiene tiempo e insta a Priestley a asumir la tarea como la persona mejor preparada para realizarla.
Jefferson logró un objetivo más limitado en 1804 con "La filosofía de Jesús de Nazaret", el predecesor de "La vida y la moral de Jesús de Nazaret". Lo describió en una carta a John Adams fechada el 12 de octubre de 1813:
Al extraer los principios puros que él enseñó, deberíamos despojarnos de las vestiduras artificiales con las que los sacerdotes los han amortiguado, quienes los han disfrazado en diversas formas, como instrumentos de riqueza y poder para ellos mismos. Debemos descartar a los platonistas, los aristotélicos, y los  gamaelitas , los Eclécticos, los Gnósticos y Escolásticos, sus esencias y emanaciones, sus logos y demiurgos, eones y demonios, masculinos y femeninos, con una larga cola de… o, mejor dicho, de tonterías. Debemos reducir nuestro volumen a los evangelistas simples, seleccionar, incluso de ellos, las mismas palabras de Jesús, separando los anfibologismos a los que han sido conducidos, olvidando a menudo, o no comprendiendo, lo que había caído de él, dando sus propios conceptos erróneos como sus dictados, y expresando de manera ininteligible para los demás lo que ellos mismos no habían entendido. Se encontrará restante el código moral más sublime y benevolente que jamás se haya ofrecido al hombre. He realizado esta operación para mi propio uso, cortando verso por verso del libro impreso y arreglando la materia que evidentemente es suya y que se distingue tan fácilmente como los diamantes en un estercolero. El resultado es un octavo de cuarenta y seis páginas, de doctrinas puras y sencillas.
Jefferson escribió que "las doctrinas que fluyeron de los labios del mismo Jesús están dentro de la comprensión de un niño". Explicó que estas doctrinas eran "profesadas y puestas en práctica por los apóstoles iletrados, los padres apostólicos y los cristianos del siglo primero".  En una carta al reverendo Charles Clay, describió sus resultados:

Probablemente me habrán oído decir que había tomado a los cuatro evangelistas, que había recortado de ellos todos los textos que habían registrado sobre los preceptos morales de Jesús y los había ordenado en cierto orden; y aunque parecían fragmentos, fragmentos del edificio más sublime de moralidad que jamás se había mostrado al hombre.

Jefferson nunca se refirió a su obra como una Biblia, y el título completo de esta versión de 1804 fue “La filosofía de Jesús de Nazaret, extraída del relato de su vida y doctrinas dadas por Mateo, Marcos, Lucas y Juan; Siendo un resumen del Nuevo Testamento para el uso de los indios, sin complicaciones con cuestiones de hecho o fe más allá del nivel de su comprensión .
Jefferson expresó con frecuencia su descontento con esta versión anterior, que era simplemente una recopilación de las enseñanzas morales de Jesús. La vida y la moral de Jesús de Nazaret  representa el cumplimiento de su deseo de producir una edición más cuidadosamente ensamblada que incluya lo que, en su opinión, se puede saber de la vida de Jesús, cuyas obras fueron la encarnación de sus enseñanzas.

## Contenido
Usando una navaja y pegamento, Jefferson cortó y pegó su arreglo de versos seleccionados de una versión bilingüe en latín y griego de 1794 usando el texto de la Biblia regia, una Biblia francesa de Ginebra y la Biblia del rey Jacobo una traducción al inglés de la Biblia, publicada por primera vez en 1611 de los evangelios de Mateo,  Marco, Lucas y Juan en orden cronológico, juntando extractos de un texto con los de otro para crear una narrativa única. Por lo tanto, comienza con Lucas 2 y Lucas 3, luego sigue con Marcos 1 y Mateo 3. Proporciona un registro de los versículos que seleccionó y del orden que eligió en su Tabla de los textos de los evangelistas empleados en esta narrativa y del orden de su disposición .
De acuerdo con su perspectiva e intención de Naturalismo metafísico, la mayoría de los eventos sobrenaturales no están incluidos en la compilación muy de Jefferson. Paul K. Conkin afirma que "Para las enseñanzas de Jesús se concentró en sus amonestaciones más suaves (el Sermón de la Montaña) y sus parábolas más memorables. El resultado fue una biografía razonablemente coherente, pero en algunos lugares extrañamente truncada. Si es necesario excluir lo milagroso, Jefferson cortaría el texto incluso a la mitad del verso ".  El historiador Edwin Scott Gaustad explica: "Si una lección moral estaba incrustada en un milagro, la lección sobrevivió en las escrituras jeffersonianas, pero el milagro no. Incluso cuando esto requirió un corte bastante cuidadoso con tijeras o navaja de afeitar, Jefferson se las arregló para mantener el papel de Jesús como un gran maestro moral, no como un espirita o sanador por la fe ".
Por lo tanto, "La vida y la moral de Jesús de Nazaret" comienza con un relato del nacimiento de Jesús sin referencias a ángeles genealogías o profecías. Milagros, referencias a la Trinidad y la divinidad de Jesús, y la resurrección de Jesús también están ausentes de su colección.
No se incluyen los actos sobrenaturales de Cristo a este respecto, mientras que las pocas cosas de naturaleza sobrenatural incluyen recibir el Espíritu Santo,
Rechazando la resurrección de Jesús, la obra termina con las palabras: "Ahora bien, en el lugar donde fue crucificado, había un huerto; y en el huerto un sepulcro nuevo, en el que todavía no había nadie puesto. Allí pusieron a Jesús. Y hizo rodar una gran piedra a la puerta del sepulcro y se fue ". Estas palabras corresponden al final de Juan 19 en la Biblia.
Con respecto a los principios de construcción de Jefferson, Holowchak, en un examen cuidadoso de lo que Jefferson incluyó y excluyó, afirma que había varios principios de selección y deselección. Jefferson escribe a William Short sobre los cuatro evangelios (4 de agosto de 1820: "Encontramos en los escritos de sus biógrafos materia de dos descripciones distintas. Primero, una base de ignorancia vulgar, de cosas imposibles, de supersticiones, fanatismos y fabricaciones. con éstos, nuevamente, están las ideas sublimes del Ser Supremo, aforismos y preceptos de la más pura moralidad y benevolencia, sancionados por una vida de humildad, inocencia y sencillez de modales, descuido de las riquezas, ausencia de ambiciones y honores mundanos, con una elocuencia y persuasión que no ha sido superada ".
En cuanto a la selección se prefirió:
- Tesis de sublimidad (ST): Deben seleccionarse todos los pasajes que expresen sublimemente a un Ser Supremo. Una ilustración es Lucas 10:27: “Y él, respondiendo, dijo: Amarás al Señor tu Dios con todo tu corazón, y con toda tu alma, y con todas tus fuerzas, y con toda tu mente; y a tu prójimo como a ti mismo. "
- Tesis de pureza (PT): Deben seleccionarse todos los aforismos y preceptos de pura moralidad y benevolencia. Considere el Sermón del Monte de Jesús. Jesús (Mateo 5: 3-11) predica: "Bienaventurados los pobres de espíritu, porque de ellos es el reino de los cielos. / Bienaventurados los que lloran, porque ellos recibirán consolación. / Bienaventurados los mansos, porque ellos heredarán la tierra. / Bienaventurados los que tienen hambre y sed de justicia, porque ellos serán saciados. / Bienaventurados los misericordiosos, porque ellos alcanzarán misericordia. / Bienaventurados los de limpio corazón, porque ellos serán a Dios. / Bienaventurados los pacificadores, porque ellos serán llamados hijos de Dios. /  Bienaventurados los que padecen persecución por causa de la justicia, porque de ellos es el reino de los cielos. /  Bienaventurados vosotros cuando los hombres te injuria y te persigue por mi causa.
- Tesis de inocencia (GT): Deben seleccionarse todos los pasajes que describen a Jesús como humilde, inocente, simple y sin ambiciones. Un buen ejemplo es Marcos 2: 16-17, donde Jesús come con publicanos y pecadores en un esfuerzo por curarlos, considerados enfermos. ". Y cuando los escribas y fariseos lo vieron comer con publicanos y pecadores, dijeron a sus discípulos: ¿Cómo es que come y bebe con publicanos y pecadores? /. Al oírlo Jesús, les dijo: los sanos no tienen necesidad de médico, sino los enfermos; no he venido a llamar a justos, sino a pecadores al arrepentimiento ".[27]

En cuanto a la deselección, se prefirió:
- Tesis de antinaturalidad (UT): Todos los pasajes en desacuerdo con las leyes de la naturaleza física deben ser deseleccionados. Un ejemplo es Mateo 17: 5. “Mientras él aún hablaba, he aquí una nube brillante los cubrió; y he aquí una voz de la nube que decía: Este es mi Hijo amado, en quien tengo complacencia; oídle. " Que una voz venga de las nubes es una contravención de las leyes de la naturaleza.
- Tesis de inconsistencia (IT): Todos los pasajes inconsistentes con el personaje histórico que se quiere representar de Jesús, deben ser deseleccionados. Un buen ejemplo es Mateo 10: 34–35: "34 No penséis que he venido a enviar paz a la tierra; no he venido a enviar paz, sino espada. / 35 Porque he venido para poner al hombre en disensión contra su padre, y la hija contra su madre, y la nuera contra su suegra ". Jefferson omite estos, ya que representan a Jesús de una manera poco benévola.[28]

## Propósito
Para recoger el propósito de sus dos "biblias", hay que decir algo sobre el interés de Jefferson en Jesús. M. Andrew Holowchak, en "La Biblia de Thomas Jefferson: Introducción con comentario crítico", ha demostrado que Jefferson tenía dos fases.
“Existe lo que podría llamarse su fase de crítica literaria de sus años de juventud y su fase de religión naturalizada de sus años más tardíos y más maduros. En su  fase de crítica literaria , el interés de Jefferson por la Biblia es crítico. La Biblia es una obra literaria importante que millones de personas  toman literalmente, a pesar de numerosas hipérboles y absurdos, por lo que es un libro tan bueno como cualquier otro, y mucho mejor que la mayoría, para perfeccionar las habilidades críticas." Aquí Jefferson sigue el ejemplo de Lord Bolingbroke, cuyas opiniones religiosas Jefferson cita abundantemente en su vida anterior, en su Literary Commonplace Book.
Al asimilar los escritos y relacionarse con personas como el Reverendo Richard Price y el Reverendo Joseph Priestley, Jefferson comienza a los cuarenta años su "fase de religión naturalizada". "La fascinación por Jesús se arraiga cuando Jefferson lee el filósofo y teólogo unitario Joseph Priestley en An History of the Corruptions of Christianity (1782) y más tarde An History of Early Opinions about Jesus Christ Compiled from Original Writers (1786) ". A medida que las opiniones políticas liberales de Jefferson, moralmente cimentadas, se refinan, él llega a ver a Jesús como un centro de atención de un gobierno republicano sólido.
En una carta al obispo James Madison (31 de enero de 1800), primo del político y futuro presidente del mismo nombre, Jefferson expresa un gran interés en Jesús como filósofo. Escribe sobre las creencias del filósofo alemán y fundador del Iluminismo, Adam Weishaupt. "...está entre aquellos (como usted sabe, el excelente Price y Priestly también lo están) que creen en la perfectibilidad indefinida del hombre. Él piensa que con el tiempo puede ser convertido en tal perfecto que será capaz de gobernarse a sí mismo en todas las circunstancias para no dañar a nadie, hacer todo el bien que pueda, no dejar al gobierno ninguna ocasión para ejercer sus poderes sobre él y, por supuesto, inutilizar el gobierno político ... Wishaupt cree que promover esta perfección del carácter humano fue el objeto de Jesucristo, que su intención era simplemente restablecer la religión natural, y difundiendo la luz de su moralidad, enseñarnos a gobernarnos a nosotros mismos. sus preceptos son el amor de dios y el amor a nuestro prójimo. y al enseñar la inocencia de la conducta, esperaba colocar a los hombres en su estado natural de libertad e igualdad. Él dice, nadie puso una base más segura para la libertad que nuestro gran maestro, Jesús de Nazaret ".
Como presidente, expresa esos sentimientos en una carta a Priestley más de un año después (21 de marzo de 1801). “La religión cristiana, despojada de los harapos en que la han envuelto y llevada a la pureza y simplicidad originales de su benevolente instituidor, es una religión de todas las demás más favorable a la libertad, la ciencia y la más libre expansión de la humanidad." Las cartas insinúan un gran aprecio por la vida y las palabras de Jesús como el verdadero centro de atención del gobierno republicano.
Algunos historiadores entienden que Jefferson la compuso para su propia satisfacción, apoyando la fe cristiana como él la veía. Gaustad afirma: "El presidente retirado no produjo su librito para escandalizar u ofender a un mundo somnoliento; lo compuso para sí mismo, por su devoción, por su seguridad, por un sueño más reparador por las noches y un saludo más confiado por las mañanas. . " Sin embargo, las cartas de Jefferson ofrecen evidencia, muestra Holowchak, de que "la reconstrucción de Jefferson de las enseñanzas de Jesús probablemente tuvo motivos tanto personales como políticos. Él deseaba inspirarse personalmente en el folleto, como lo indica su comentario a Adams en el 1813, carta con la que el libro fue compuesto ``para mi propio uso, pero como sugiere la carta de 1800 al obispo James Madison, probablemente pensó también que un compendio del mensaje filosófico de Jesús, extraído de la Biblia y desmitificado, podría resultar un catolicón para la ignorancia de su época y fundamento de su republicanismo. Para que esos fines se actualicen, "Filosofía de Jesús" tendría que publicarse, aunque sólo sea bajo un seudónimo".
No hay registro de que esta o su sucesora sean para "el uso de los indios", a pesar de que la intención declarada de la versión de 1804 es en ese propósito. Aunque el gobierno apoyó durante mucho tiempo la actividad cristiana entre los indios, y en Notas sobre el estado de Virginia Jefferson apoyó "una misión perpetua entre las tribus indígenas", al menos en interés de la antropología, y como presidente sancionó el apoyo financiero para un sacerdote y una iglesia para los indios Kaskaskia, Jefferson no hizo públicas estas obras. En cambio, reconoció la existencia de "La vida y la moral de Jesús de Nazaret" a solo unos pocos amigos, diciendo que lo leia antes de retirarse por la noche, ya que encontraba este proyecto intensamente personal y privado.
Ainsworth Rand Spofford, Bibliotecario del Congreso (1864-1894) declaró: "Su idea original era tener la vida y las enseñanzas del Salvador, contadas en extractos similares, preparadas para los indios, pensando que esta forma simple les conviene pero abandonando esto, la ejecución formal de su plan tomó la forma antes descrita, que era para su uso individual. Usó los cuatro evangelios para que pudiera tener los textos uno al lado del otro, conveniente para la comparación. En el libro pegó un mapa del mundo antiguo y Tierra Santa, con el que estudió el Nuevo Testamento ".
Algunos especulan que la referencia a "indios" en el título de 1804 puede haber sido una alusión a los oponentes federalistas de Jefferson, ya que también utilizó esta táctica indirecta contra ellos al menos una vez antes, en su segundo discurso inaugural. O que se estaba proporcionando una historia de portada en caso de que este trabajo se hiciera público.
También refiriéndose a la versión de 1804, Jefferson escribió: "Nunca he visto un bocado de ética más hermoso o precioso; es un documento que prueba que soy un verdadero cristiano, es decir, un discípulo de las doctrinas de Jesús. "
La afirmación de Jefferson de ser cristiano se hizo en respuesta a quienes lo acusaron de "no serlo" (en esa epocaba abundaban sectas y grupos gnósticos, maniqueos o directamente ateos), debido a su visión poco ortodoxa de la Biblia y la concepción de Cristo. Reconociendo sus puntos de vista bastante inusuales, Jefferson declaró en una carta (1819) a Ezra Stiles Ely: "Dicen que soy calvinista. No lo soy. Soy de una secta por mí mismo, hasta donde yo sé".

## Historial de las publicaciones
Después de completar "Life and Morals", alrededor de 1820, Jefferson lo compartió con varios amigos, pero nunca permitió que se publicara durante su vida.
La forma más completa del libro que Jefferson produjo fue heredada por su nieto, Thomas Jefferson Randolph, y fue adquirida en 1895 por el  Instituto Smithsonian en Washington. El libro fue publicado más tarde como una reproducción litográfica por una ley del Congreso en 1904. A partir de 1904 y continuando cada dos años hasta la década de 1950, los nuevos miembros del Congreso recibieron una copia de la Biblia de Jefferson. Hasta que la práctica cesó por primera vez, las copias fueron proporcionadas por la "Oficina de Publicaciones del Gobierno de los Estados Unidos". una organización privada, Libertarian Press, revivió la práctica en 1997.
En enero de 2013, la Asociación Humanista Estadounidense publicó una edición de la "Biblia de Jefferson", distribuyendo una copia gratuita a todos los miembros del Congreso y al presidente Barack Obama. Una Biblia de Jefferson para el siglo XXI  agrega ejemplos de pasajes que Jefferson decidió omitir, así como ejemplos de lo "mejor" y lo "peor" de la Biblia hebrea, el Corán, el Bhagavad Gita, y el Libro de Mormón.
El Smithsonian publicó el primer facsímil a todo color de la Biblia de Jefferson el 1 de noviembre de 2011. Lanzada junto con una exhibición de la "Biblia de Jefferson" en el Museo Nacional de Historia Estadounidense, la reproducción presenta ensayos introductorios de los curadores de Historia Política del Smithsonian Harry R. Rubenstein y Barbara Clark Smith, y la Conservadora de Papel Senior del Smithsonian, Janice Stagnitto Ellis. Las páginas del libro se digitalizaron con una cámara DSLR Hasselblad H4D50-50 megapíxeles y una lente macro Zeiss 120, y fueron fotografiadas por el fotógrafo del Smithsonian, Hugh Talman.
La "Biblia de Jefferson" completa está disponible para ver, página por página, en el sitio web del Museo Nacional Smithsonian de Historia Estadounidense. La digitalización de alta resolución permite al público ver los detalles minuciosos y las anomalías de cada página.
El texto es de dominio público y está disponible gratuitamente en Internet.

## Historial reciente
En 1895, el Instituto Smithsoniano bajo el liderazgo del bibliotecario Cyrus Adler compró la "Biblia de Jefferson" original de la bisnieta de Jefferson, Carolina Randolph, por $ 400. (fue simbólico) Un esfuerzo de conservación que comenzó en 2009, dirigido por la conservadora principal de papel Janice Stagnitto Ellis, en asociación con el departamento de Historia Política del museo, permitió una presentación pública en una exhibición abierta del 11 de noviembre de 2011 al 28 de mayo de 2012 en el Museo Nacional de Historia Estadounidense. También se exhibieron los libros fuente de los que Jefferson cortó sus pasajes seleccionados, y la edición de 1904 de la Biblia de Jefferson solicitada y distribuida por el Congreso de los Estados Unidos. La exhibición estuvo acompañada de un facsímil digital interactivo disponible en el sitio web público del museo. El 20 de febrero de 2012, el Smithsonian Channel estrenó el documental  La Biblia secreta de Jefferson .

The Jefferson Bible at the Smithsonian National Museum of American History
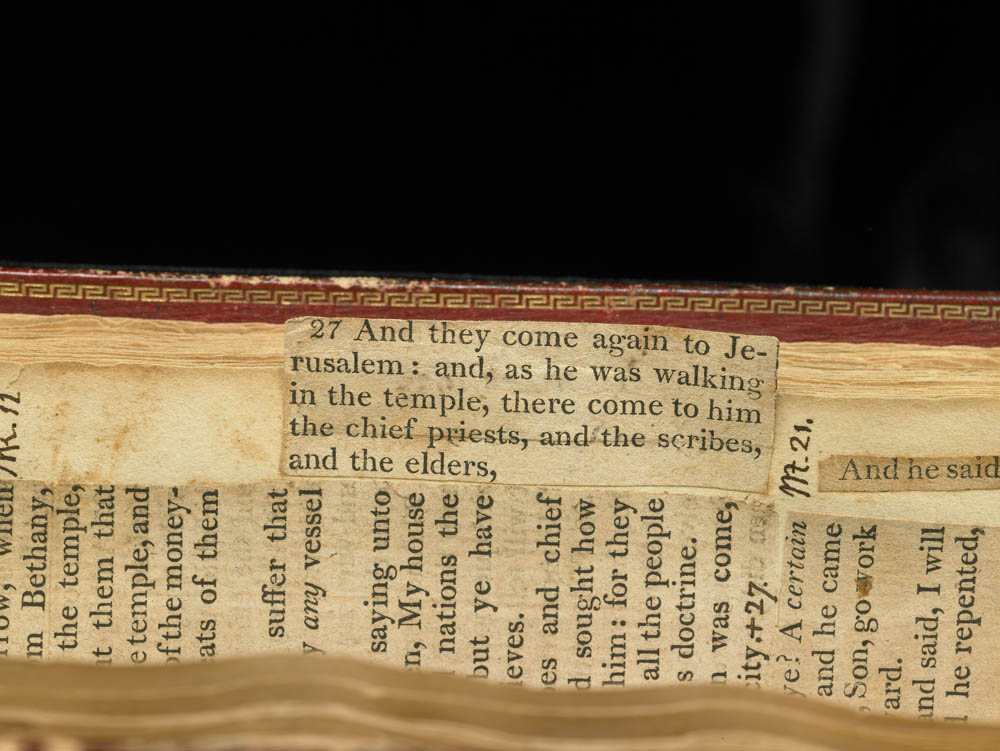
Lengüeta desplegable Jefferson pegada en el margen de la página 56
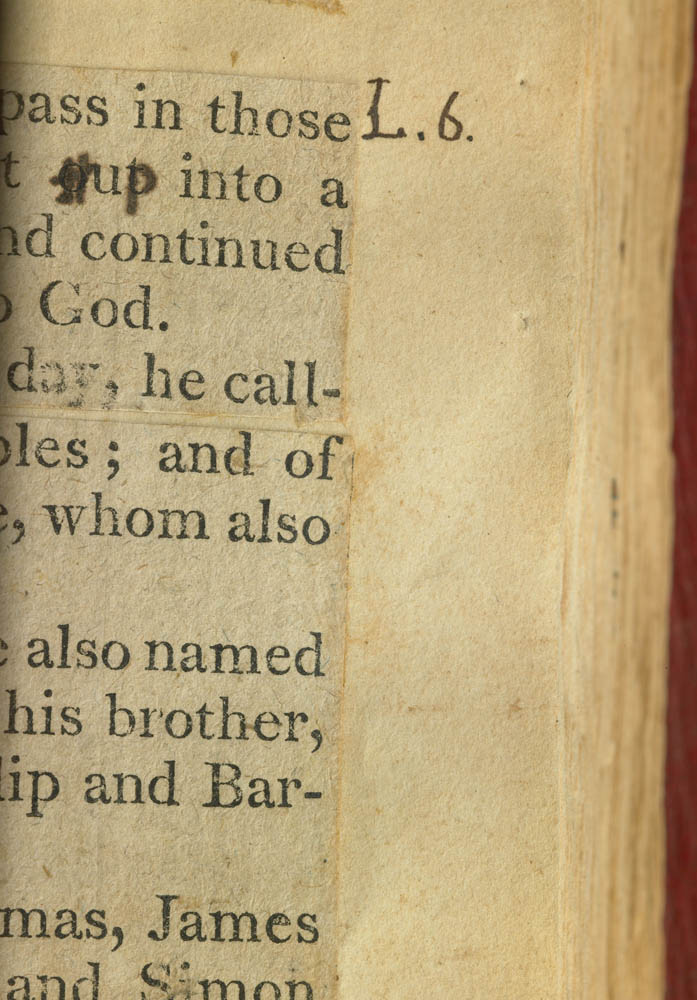
Jefferson corrige textualmente "fuera" en "arriba"
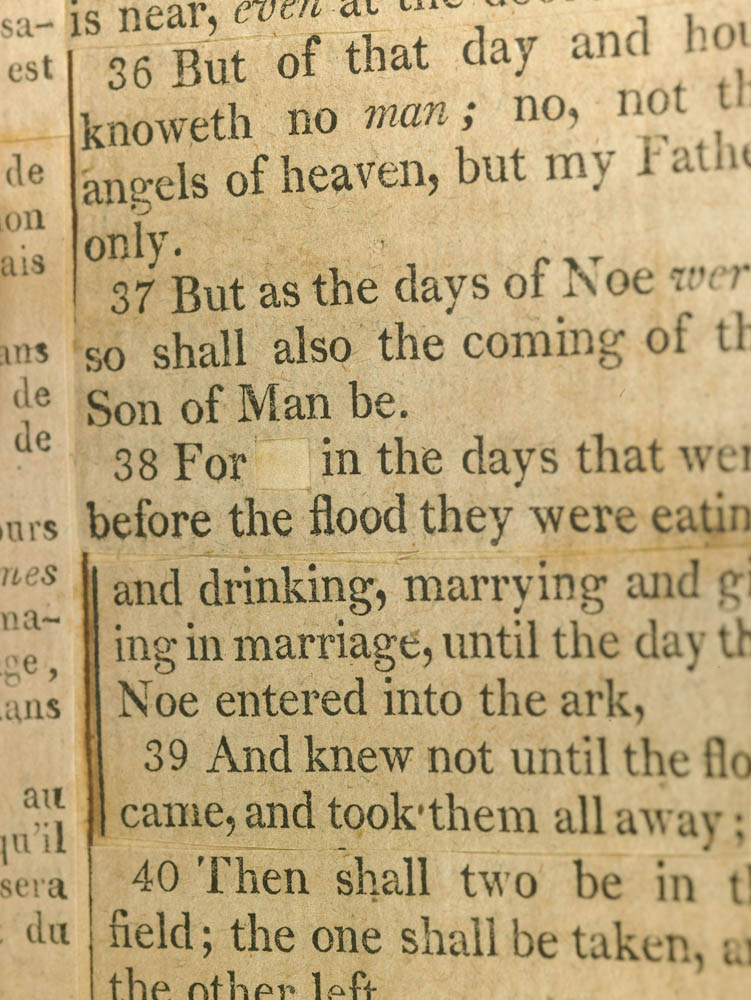
Jefferson extrae la palabra "como" de una oración para evitar tres preposiciones seguidas.
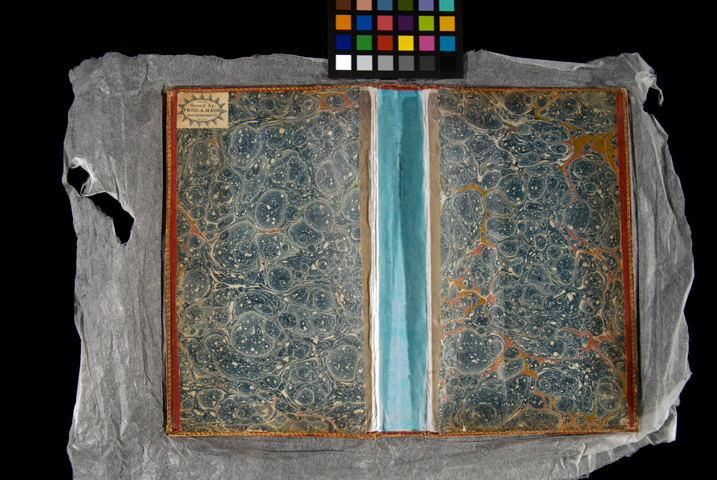
Papel jaspeado dentro de las portadas del libro.

## Ediciones impresas

### Facsímil
- The Jefferson Bible, Smithsonian Edition: The Life and Morals of Jesus of Nazareth (2011) Smithsonian Books hardcover: ISBN 978-1-58834-312-3
- Jefferson's Extracts from the Gospels: 'The Philosophy of Jesus' and 'The Life and Morals of Jesus': THE PAPERS OF THOMAS JEFFERSON: SECOND SERIES (1983) Princeton University Press hardcover: ISBN 0-691-04699-9, paperback: ISBN 0-691-10210-4
- THE Jefferson Bible (1964) Clarkston N. Potter, Inc hardcover: LOC Number: 64-19900
- The Life and Morals of Jesus of Nazareth (1904) United States Government Printing Office

### Texto
- Thomas Jefferson's Bible, With Introduction and Critical Commentary, Berlin: DeGruyter, 2017. ISBN 978-3110617566
- The Jefferson Bible: What Thomas Jefferson Selected as the Life and Morals of Jesus of Nazareth: ISBN 978-1-936583-21-8
- The Jefferson Bible: The Life and Morals of Jesus of Nazareth (2006) Dover Publications paperback: ISBN 0-486-44921-1
- The Jefferson Bible, (2006) Applewood Books hardcover: ISBN 1-55709-184-6
- The Jefferson Bible, introduction by Cyrus Adler, (2005) Digireads.com paperback: ISBN 1-4209-2492-3
- The Jefferson Bible, introduction by Percival Everett, (2004) Akashic Books paperback: ISBN 1-888451-62-9
- The Jefferson Bible, introduction by M. A. Sotelo, (2004) Promotional Sales Books, LLC paperback
- Jefferson's "Bible": The Life and Morals of Jesus of Nazareth, introduction by Judd W. Patton, (1997) American Book Distributors paperback: ISBN 0-929205-02-2
- A Jefferson Bible for the Twenty-First Century, 2013, Humanist Press, paperback ISBN 978-0-931779-29-9, libro electrónico ISBN 978-0-931779-30-5